# Прва савезна лига Југославије у фудбалу 1982/83.
Прва савезна лига Југославије била је највиши ранг фудбалског такмичења у Југославији 1982/83. године. И педесетпета сезона по реду у којој се организовало првенство Југославије у фудбалу. Шампион је постао Партизан из Београда, освојивши своју девету шампионску титулу.

## Табела
| Место | Клуб                | мечева | победа | нерешених | пораза | дати голови | примљени голови | гол разлика | бодова |
| ----- | ------------------- | ------ | ------ | --------- | ------ | ----------- | --------------- | ----------- | ------ |
| 1     | Партизан            | 34     | 17     | 11        | 6      | 58          | 37              | +21         | 45     |
| 2     | Хајдук Сплит        | 34     | 14     | 15        | 5      | 51          | 33              | +18         | 43     |
| 3     | Динамо Загреб       | 34     | 14     | 15        | 5      | 56          | 40              | +16         | 43     |
| 4     | Раднички Ниш        | 34     | 15     | 10        | 9      | 45          | 39              | +6          | 40     |
| 5     | Црвена звезда       | 34     | 13     | 11        | 10     | 55          | 50              | +5          | 37     |
| 6     | Слобода Тузла       | 34     | 12     | 11        | 11     | 44          | 33              | +11         | 35     |
| 7     | Олимпија Љубљана    | 34     | 11     | 13        | 10     | 33          | 31              | +2          | 35     |
| 8     | Вардар Скопље       | 34     | 13     | 9         | 12     | 43          | 47              | +4          | 35     |
| 9     | Војводина           | 34     | 12     | 10        | 12     | 38          | 60              | -22         | 34     |
| 10    | Жељезничар Сарајево | 34     | 11     | 11        | 12     | 41          | 40              | +1          | 33     |
| 11    | Сарајево            | 34     | 10     | 12        | 12     | 45          | 44              | +1          | 32     |
| 12    | Динамо Винковци     | 34     | 12     | 7         | 15     | 56          | 59              | -3          | 31     |
| 13    | Вележ Мостар        | 34     | 11     | 9         | 14     | 54          | 57              | -3          | 31     |
| 14    | Будућност Титоград  | 34     | 11     | 9         | 14     | 39          | 52              | -13         | 31     |
| 15    | Ријека              | 34     | 10     | 10        | 14     | 51          | 52              | -1          | 30     |
| 16    | НК Осијек           | 34     | 11     | 7         | 16     | 48          | 51              | -3          | 29     |
| 17    | ОФК Београд         | 34     | 9      | 10        | 15     | 38          | 45              | -7          | 28     |
| 18    | Галеника Земун      | 34     | 4      | 12        | 18     | 31          | 56              | -25         | 19     |
| -     | Челик Зеница        | -      | -      | -         | -      | -           | -               | -           | -      |
| -     | Приштина            | -      | -      | -         | -      | -           | -               | -           | -      |

Најбољи стрелац лиге: Сулејман Халиловић (Динамо Винковци) - 18 голова.
|  | Куп европских шампиона   |
|  | Куп УЕФА                 |
|  | Куп победника купова     |
|  | испали у другу лигу      |
|  | пласирали се у прву лигу |

## Састави екипа
| Екипа           | Играчи | Тренер             |
| --------------- | --- | ------------------ |
| Партизан        | Љубомир Радановић 34/3, Александар Трифуновић 32/9, Момчило Вукотић 32/5, Слободан Ројевић 32/1, Драган Манце 30/15, Миодраг Јешић 27/1, Миодраг Радовић 25/1, Звонко Живковић 23/9, Зоран Димитријевић 23/2, Ненад Стојковић 23/1, Адмир Смајић 22, Никица Клинчарски 21/2, Звонко Варга 20/3, Раде Залад 20, Џевад Прекази 19/4, Ранко Стојић 16, Сеад Сарајлић 11, Звонко Поповић 10/1, Милош Ђелмаш 6, Новица Костић 2, Стевица Кузмановски 2, Слободан Павковић 2, Сеад Машић 2, Радомир Радуловић 1, Зоран Лилић 1. | Милош Милутиновић  |
| Хајдук          | Боро Приморац 33, Душан Пешић 32/11, Бранко Миљуш 32/1, Ненад Шалов 30/6, Младен Богдановић 26/6, Зденко Адамовић 26/5, Зоран Јеликић 26, Горан Шушњара 25/1, Ведран Рожић 24, Никица Цукров 23/1, Мишо Крстичевић 21/3, Зоран Симовић 19, Иван Пудар 17, Иве Јеролимов 16/4, Иван Гудељ 16/4, Драгутин Челић 15/1, Давор Чоп 12/1, Зоран Вулић 8/1, Влахо Мацан 7, Блаж Слишковић 6, Зоран Вујовић 5/6, Златко Вујовић 4, Марио Ћутук 3, Мирко Петров 3, Есад Мехмедалић 2, Велимир Ромац 2, Младен Кароглан 1. | Петар Надовеза     |
| Динамо Загреб   | Звјездан Цветковић 31/3, Исмет Хаџић 31, Златко Крањчар 29/13, Борислав Цветковић 28/10, Сњежан Церин 28/7, Марко Млинарић 27, Срећко Богдан 26/4, Драган Бошњак 26/1, Миливој Брачун 26/1, Велимир Зајец 25, Едвард Крнчевић 19/5, Маријан Влак 17, Анте Румора 16, Златан Арнаутовић 15/3, Драго Думбовић 15/2, Томислав Ивковић 14, Џемал Мустеданагић 14, Стјепан Деверић 12/6, Мустафа Арслановић 9, Емил Драгичевић 6, Младен Муњаковић 5, Звонко Марић 3, Владо Дежелић 2, Марин Куртела 1. | Мирослав Блажевић  |
| Раднички        | Санид Бегановић 32/1, Мирослав Алексић 30/8, Зоран Миленковић 29, Братислав Ринчић 27/1, Драган Радосављевић 27/1, Душан Митошевић 26/12, Емир Џиновић 25, Славољуб Николић 24/9, Милош Дризић 24/1, Бранислав Ђорђевић 22/1, Стојан Гавриловић 21/1, Слободан Халиловић 21, Мирослав Симоновић 18, Драган Стојковић 17/1, Зоран Бојовић 16/3, Милован Обрадовић 16, Драган Митровић 7/4, Томислав Николић 7, Љуборад Стевановић 7, Радован Крстић 6, Миодраг Стојиљковић 5/1, Александар Панајотовић 5, Иван Станковић 4, Милан Димовски 4, Зоран Милошевић 3, Миодраг Савић 2/1, Синиша Гогић 2, Драган Грчић 1.                                                                              | Илија Димовски     |
| Црвена звезда   | Бошко Ђуровски 32, Сребренко Репчић 29/8, Александар Стојановић 28, Рајко Јањанин 27/7, Златко Крмпотић 27/3, Ђорђе Миловановић 24/1, Ранко Ђорђић 21/2, Цвијетин Благојевић 20/1, Недељко Милосављевић 20, Милан Јовин 18/2, Владимир Петровић 16/6, Жарко Ђуровић 16/4, Мирослав Шугар 16, Душан Савић 15/13, Милко Ђуровски 15/6, Миладин Пештерац 15, Миленко Рајковић 13/1, Горан Милојевић 12/1, Славко Радовановић 10, Драган Милетовић 9, Константин Ђурић 9, Зоран Димитријевић 9, Драгић Комадина 8, Драган Симеуновић 6, Милош Шестић 6, Радомир Савић 5, Здравко Чакалић 2, Драган Лацмановић 2, Зоран Малишевић 1, Радослав Жугић 1, Предраг Радосављевић 1, Слободан Горачинов 1. | Стеван Остојић     |
| Слобода         | Неврес Захировић 32/4, Мерсад Ковачевић 31/11, Фахрудин Омеровић 31, Мидхат Мемишевић 30/2, Иван Цвјетковић 29/11, Неџад Верлашевић 29/1, Џевад Шећербеговић 25/1, Нихад Мујезиновић 23, Зоран Томић 22/2, Цвијан Милошевић 22/1, Мурсел Ковачевић 22, Адемир Смајловић 21/2, Горан Миљановић 17/3, Мидхат Смаилагић 15, Асмир Механовић 13, Слободан Петровић 12/2, Исмет Штилић 12, Сеад Сарајлић 10/2, Сенад Ибрић 9, Рифат Мехиновић 5, Раде Тошић 5, Џемал Дједовић 5, Сенад Карач 4, Мирза Хаџић 3, Гордан Џафић 2, Екрем Ибрић 1, Миле Шијаковић 1, С. Дедић 1 | Фарук Пашић        |
| Олимпија        | Раде Вујновић 32, Звоне Терчич 31/1, Јанез Хударин 31/1, Тоне Рожич 30/2, Петер Амершек 30/2, Вили Амершек 29/6, Марко Елснер 29/5, Сречко Катанец 29/4, Дарко Домаденик 25/5, Зоран Мартиновић 20/2, Бранислав Бошњак 19/2, Љубиша Далановић 18, Иван Будимчевић 17, Михаило Петровић 17, Лазар Радевић 13, Зденко Искра 12/1, Љубиша Вукмировић 10, Роман Бенгез 9, Јанез Зупанчич 8/1, Дејан Станковић 5, Јанез Вољч 4/1, Јоже Прелогар 3, Разим Хасанбашић 3, Јанез Пате 3. | Недељко Гугољ      |
| Вардар          | Стојимир Урошевић 33/6, Петар Георгијевски 32/2, Драги Сетинов 31/2, Гордан Здравков 30/6, Кочо Димитровски 29, Зоран Банковић 29, Ђорђе Јовановски 26/1, Никола Штеријев 26, Сандре Маневски 25/9, Благој Георгијев 24, Васил Рингов 16/7, Борче Мицевски 15/5, Чедомир Јаневски 15, Павел Георгијевски 14, Томе Трајановски 13/1, Тони Савевски 13, Драган Јакимовски 11, Момчило Грошев 11, Петар Груевски 8, Жарко Оџаков 5/1, Илија Савовић 5, Влатко Димитровски 5, Дарко Панчев 4/3, Гоце Алексовски 4, Сашо Тодоровски 3, Зоран Тасевски 2, Стојанчо Златановски 1, Александар Недев 1, Анче Илијевски 1, Никола Аврамовски 1, Зоран Велковски 1.                                       | Вукашин Вишњевац   |
| Војводина       | Маријан Зовко 32/9, Звонко Ћирић 30, Зоран Марић 29/5, Лазар Грубор 28/2, Андраш Месарош 28/1, Михаил Рац 25/4, Златомир Мићановић 24/4, Владан Димитрић 23/1, Шандор Мокуш 22, Мирко Тинтар 22, Чедомир Мићовић 21, Лабуд Пејовић 18/3, Драгољуб Беквалац 16/2, Ђорђе Вујков 16/2, Зоран Ђуровић 16, Михајло Ђуран 13, Момчило Медић 11/1, Рајко Вујадиновић 10, Јосиф Илић 8/1, Душан Мијић 8/1, М. Спречак 8, Милан Ђуровић 8, Мустафа Пешталић 5, Миклош Наранчић 2, Александар Чичовачки 2, Јанош Лиценбергер 1/1, Ђорђе Рапајић 1, Драган Јаблан 1, Милан Поповић 1, Предраг Малешев 1, Драган Гаћеша 1, С. Веснић 1, Драган Васић 1                                                      | Душан Драшковић    |
| Жељезничар      | Јосип Чилић 33, Един Бахтић 31/8, Миломир Одовић 31/4, Слободан Шујица 30, Мехмед Баждаревић 29/2, Харис Шкоро 28/3, Бранислав Берјан 27, Владо Комшић 26, Душко Ивановић 23/2, Драгомир Влашки 22/3, Синиша Ашкраба 19, Раде Паприца 18/8, Антон Грабо 15/6, Шефик Ушановић 14, Владо Чапљић 14, Петар Ђорђевић 11, Божидар Јанковић 9/1, Зоран Паприца 9, Мирсад Баљић 7/2, Милан Гутовић 6, Един Ћурић 5/1, Драган Шкрба 5, Никола Никић 4, Ахмед Рајкић 3, Зоран Самарџија 3, Сенад Арнаутовић 2, Хајрудин Сарачевић 1. | Ивица Осим         |
| Сарајево        | Фарук Хаџибегић 32/6, Ферид Радељаш 31, Давор Јозић 30/7, Мирза Капетановић 30, Хусреф Мусемић 29/8, Нијаз Ферхатовић 27/2, Слободан Јањуш 27, Мехмед Јањош 25, Бобан Божовић 23/3, Драган Божовић 23/1, Славиша Вукићевић 22/2, Желимир Видовић 20, Един Хаџиалагић 16/2, Сафет Сушић 13/9, Предраг Пашић 12/1, Нихад Милак 12, Зоран Лукић 12, Харис Смајић 11/3, Мухидин Тескереџић 11/1, Сенад Мердановић 11, Ивица Вујичевић 10, Милош Ђурковић 6, Драгослав Вукадин 2, Исмет Бајрић 2, Дамир Врабац 1. | Србољуб Маркушевић |
| Динамо Винковци | Срећко Лушић 33/8, Сулејман Халиловић 32/18, Мартин Новоселац 31, Стево Богдан 29, Давор Младина 28/1, Ивица Туњић 27/8, Мирослав Витковић 26/2, Бранко Млинар 26, Мијо Ручевић 26, Зоран Вујчић 23/5, Станко Мршић 22, Ненад Лушић 20/3, Анте Шећер 17/4, Томислав Радић 17, Милорад Рајовић 15/2, Томислав Ивковић 15, Светозар Миросављевић 10, Жељко Хохњец 10, Душан Кесић 9/1, Невен Рудић 5, Гордан Готал 4/1, Стјепан Секулић 4, Бранко Шкаро 3. | Тонко Вукушић      |
| Вележ           | Енвер Марић 33, Фрањо Владић 30/4, Исмет Шишић 30, Владимир Скочајић 29/14, Владимир Матијевић 27/3, Ненад Биједић 24/4, Момчило Вукоје 24/3, Семир Туце 22/1, Душан Бајевић 21/11, Веселин Ђурасовић 21, Авдо Калајџић 18/2, Сеад Кајтаз 18/2, Ивица барбарић 17, Анел Карабег 15, Аднан Међедовић 13/7, Александар Мичић 13, Драгомир Окука 12/1, Горан Јурић 11, Боривоје Лучић 9, Даворин Јуричић 8/1, Драженко Прскало 8, Мили Хаџиабдић 7, Мирсад Мулахасановић 7, Ибрахим Јакиревић 5, Срђан Жаркушић 4, Сенад Главовић 2, Денис Хркач 2, Ибро Рахимић 1, Седин Тановић 1, Стипе Јурић 1.                                                                                                | Мухамед Мујић      |
| Будућност       | Иван Радовић 33/1, Славко Влаховић 33, Петар Љумовић 32/3, Драгољуб Брновић 31, Зоран Батровић 30/9, Дервиш Хаџиосмановић 30/7, Бранислав Дробњак 28/2, Мухамед Кољеновић 28, Душко Влаисављевић 25, Миодраг Мартаћ 24/4, Бранислав Ђукановић 22, Раде Вешовић 20/1, Жарко Вукчевић 17/3, Неврес Гогић 16/1, Жељко Јановић 11/6, Василије Јовановић 11, Жељко Божовић 11, Радован Бујић 11, Војислав Вукчевић 6, Зоран Воротовић 5/1, Момир Бакрач 4, Дејан Савићевић 2, Мирко Радиновић 2, Зоран Никитовић 1, Јанко Мирочевић 1, Драган Дрљевић 1. | Ђорђе Герум        |
| Ријека          | Дамир Десница 33/11, Никица Миленковић 32/1, Звијездан Радин 32/1, Никола Марјановић 32, Срећко Јуричић 32, Небојша Малбаша 31/6, Ненад Грачан 31/5, Душан Лукић 28/4, Фериз Человић 22/2, Данко Матрљан 20/4, Милан Ружић 18/4, Мауро Равнић 16, Адриано Фегиц 15/3, Зоран Шестан 15, Едмонд Томић 12/6, Нашет Жавели 10, Роберт Рубчић 8, Дарко Перанић 8, Јован Савић 8, Младен Младеновић 7, Борис Тичић 7, Зоран Шкерјанц 6/1, Раде Љепојевић 6, Миодраг Кустудић 3/1, Младен Стипанчић 3, Зоран Мршић 2, Милан Бачваревић 1. | Маријан Брнчић     |
| Осијек          | Бранко Жеравица 32/2, Анте Ракела 31/10, Душан Алемпић 31, Драган Тодоровић 30/8, Ивица Калинић 30/5, Бранко Карачић 29/3, Горан Поповић 27, Славко Бакета 25, Лука Дилбер 23/5, Јасмин Џеко 23/5, Миомир Метер 21, Драгослав Перић 21, Изет Реџепагић 19/3, Иван Шмудла 15, Драган Лепињица 14/5, Јосип Пиршл 14/2, Јосип Иличић 10, Берислав Буковић 9, Милан Маричић 8/1, Златко Рашић 6, Виктор Гоић 6, Мирко Лулић 4, Жељко Лушо 3, Бранко Давидовић 3, Бранко Коси 1, Златко Јурасовић 1. | Јосип Дуванчић     |
| ОФК Београд     | Милан Ивановић 33/2, Слободан Батричевић 33, Митар Мркела 31/4, Божидар Миленковић 26, Горан Зеленовић 25/3, Милан Мајсторовић 24/10, Ђорђе Серпак 24/2, Бојан Кркић 20/3, Владимир Манасијевић 19, Љубомир Марић 16/4, Душан Николић 16/1, Зоран Дмитрић 16, Драган Симеуновић 16, Владимир Верушевић 15/1, Миодраг Ђурић 14/1, Мирза Кахровић 14/1, Драган Марковић 13, Зоран Зекић 12/1, Милорад Марић 11, Божидар Марјановић 10/1, Илија Петковић 10, Горан Скакић 8, Небојша Вучићевић 7/2, Стеван Гемаљевић 7, Лазар Трипковић 6, Предраг Томић 5, Борисав Митровић 3, Ђорђе Уковски 3, Вања Милановић 1, Александар Спасојевић 1, Маринко Стојаковић 1.                                  | Гојко Зец          |
| Галеника        | Милијан Тупајић 30/2, Зоран Стојадиновић 29/2, Драган Банковић 28, Горан Калушевић 27/3, Зоран Панић 25/7, Јовица Колб 25, Ратомир Дујковић 23, Миливоје Живковић 23, Милош Бурсаћ 18/4, Слободан Сантрач 18/3, Владимир Пејовић 17, Драган Лацмановић 16/4, Миодраг Врањеш 16/1, Душан Челар 15, Слободан Милинковић 15, Миљан Мемиши 15, Ванчо Николовски 15, Бранко Николић 14, Мирослав Барош 12, Владимир Булатовић 12, Стеван Мичић 8, Богић Богићевић 8, Срђан Павићевић 5/3, Драгутин Ћурчин 4, Небојша Миличић 4, Зоран Димитријевић 3/1, Јадранко Коџо 3, Драган Цветић 3, Зоран Чикић 2, Б. Петровић 2, Миливоје Батковски 2, Синиша Гајин 1, Миле Томић 1                           | Иван Чабриновић    |